# The Girlie Show World Tour
The Girlie Show World Tour (även omnämnd som bara The Girlie Show) var Madonnas fjärde turné, och pågick 25 september-19 december 1993. Turnén var marknadsföring för hennes album Erotica.

## Om turnén
Efter att Madonna hade genomfört sin tredje turné, Blond Ambition World Tour, under 1990 sa hon att hon aldrig mer skulle turnera med ett så stort spektakel. Det dröjde dock bara tre år innan hon skulle ut på turné igen. Turnén blev väldigt omtalad eftersom många tyckte att Madonna började gå lite för långt med sexuella teman i sina framträdanden. Hon uppträdde under slutet av 1993. Då hon uppträdde i Australien spelades turnén in och visades på den amerikanska TV-kanalen HBO. Konserten gavs ut på VHS och senare på DVD.

## Låtlista
Showen var uppdelad i fyra olika teman och varje tema innehöll särskild klädsel och rekvisita.
Tema 1: Cirkus
1. "The Girlie Show Theme" (Intro)
2. "Erotica"
3. "Fever"
4. "Vogue"
5. "Rain"

Tema 2: 1970-talsdisco
1. "Express Yourself"
2. "Deeper and Deeper"
3. "Why's It So Hard"
4. "In This Life"

Tema 3: Burlesk-Latin
1. "The Beast Within" (Dansnummer)
2. "Like a Virgin"
3. "Bye Bye Baby"
4. "I'm Going Bananas"
5. "La Isla Bonita"
6. "Holiday

Extranummer
1. "Justify My Love"
2. "Everybody Is a Star"/"Everybody"